# José Joaquín Colón de Larreátegui
José Joaquín Colón de Larreátegui y Jiménez de Embún (Barcelona, 2 de abril de 1743-Cáceres, 26 de enero de 1822). Fue juez mayor de Vizcaya (1776), oidor en la Chancillería de Valladolid (1781), corregidor del Señorío de Vizcaya (1782),alcalde de Casa y Corte en Madrid (1789), ministro en el Consejo Real (1791-96, 1808-12 y 1814-20) y miembro del Consejo de Cámara (1814-20).
Por su labor como corregidor en Vizcaya tiene dedicada la calle Colón de Larreátegui en Bilbao.

## Orígenes y familia
Perteneciente a una relevante familia de jurisconsultos y políticos que dio a España un importante número de ministros y consejeros del reino.

Escudo de los Colón

José Joaquín Colón era hijo de Pedro Colón de Larreátegui y Angulo, destacado jurista y ministro español a lo largo de los reinados de Felipe V, Fernando VI y Carlos III, y de María Antonia Ximénez de Embún. Descendiente del descubridor Cristóbal Colón, Pedro Colón de Larreátegui dio un gran impulso al larguísimo litigio que sus antepasados sostenían por los derechos a las dignidades de los Colón, y en 1787, su hijo Mariano será duque de Veragua y de la Vega de Santo Domingo y marqués de Jamaica.
Además del duque de Veragua, miembro de los Consejos de Castilla y de Estado y presidente del de Hacienda, sus hermanos fueron María Francisca Colón, condesa de Torre Arias, que casó con Pedro Golfín de Carvajal Ágreda; Félix, teniente general del ejército y consejero de Guerra, autor del tratado de práctica jurídica Juzgados Militares de España y sus Indias,que fue una obra popular entre hombres de leyes, y ha sido objeto de numerosas ediciones y revisiones posteriores, y quien fue retratado por Goya; María Josefa, por matrimonio con Manuel de Velasco Sánchez-Arjona, marquesa de Riocabado; Pedro y Francisco, militares; y Tomás, canónigo de la catedral de Salamanca.
José Joaquín Colón había casado el 13 de marzo de 1778 con Josefa Sierra Sarria y Salcedo, hija de Diego de Sierra Salcedo y Antonia de Sarria Montalvo, nacida en Valladolid.
Fueron padres de María Josefa Colón de Larreátegui y Sierra, quien contraerá matrimonio con el militar Antonio de Arce, marqués de Camarena la Vieja y del Reyno y conde de los Corbos, uno de los diputados firmantes del Manifiesto de los Persas; Diego, de la Orden de Carlos III, casado con su parienta María de la Asunción Golfín de Carvajal; María Antonia, y María Bernarda, casada en primeras nupcias con José de Altarriba y Calasanz, conde de Robres y barón de Sangarrén, y en segundas con Joseph, barón de Chlussowietz.

## Reseña biográfica

### Primeros años

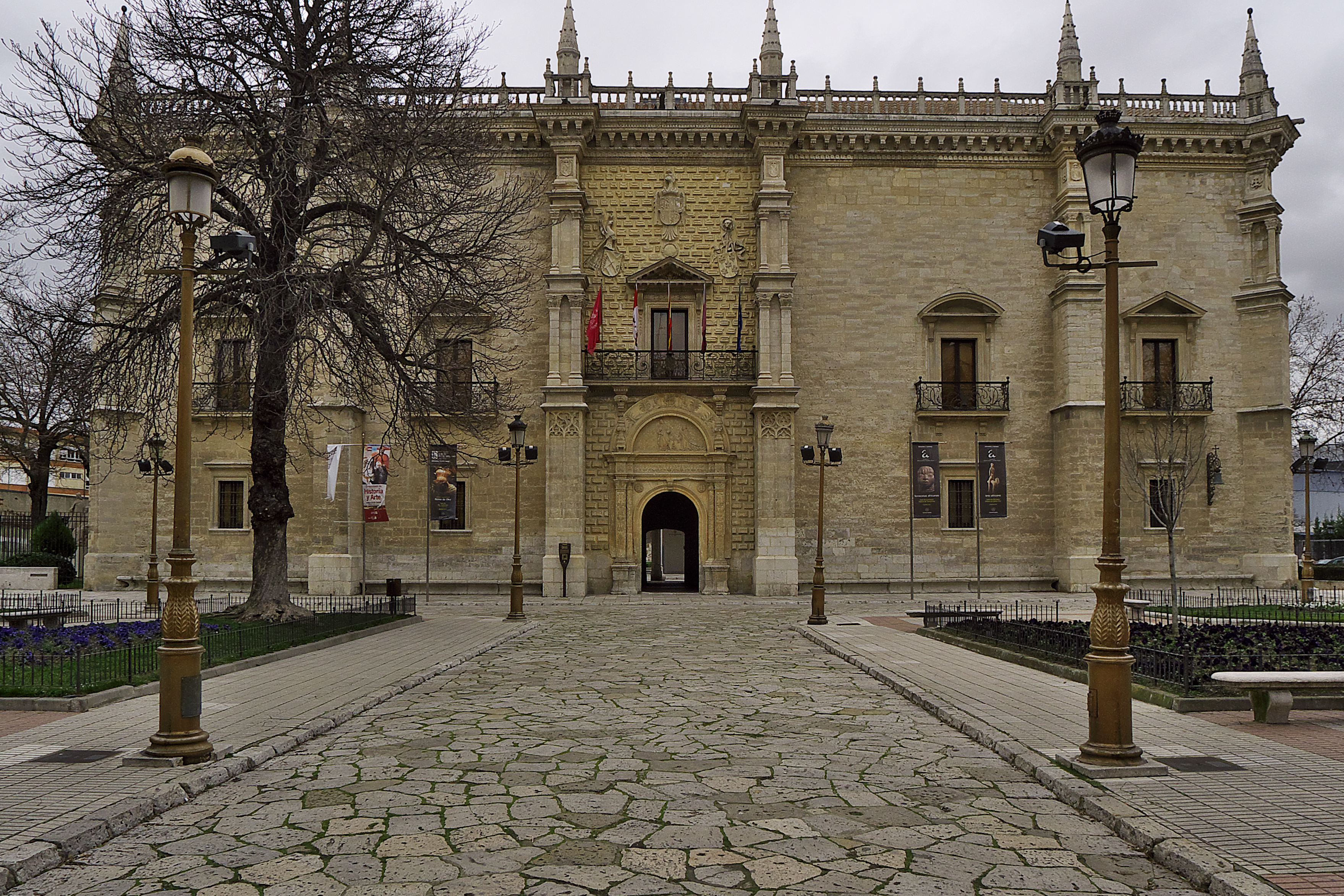
Colegio Mayor Santa Cruz (Valladolid), del que fue rector José Colón

José Joaquín Colón inició sus estudios en 1753, alcanzando el bachiller en Leyes en 1759 en la Universidad Sertoriana de Huesca. Después ingresó en el Colegio de Santa Cruz de Valladolid y llegó a rector de esa universidad en 1769.
Realiza una brillante carrera en la magistratura. En primer lugar, como juez mayor de Vizcaya (1776) lleva a cabo una notable labor para la ordenación de la legislación vigente en Vizcaya. En este periodo ejerció la subdelegación vallisoletana de la Real Junta General de Comercio, ocupándose del estudio de los problemas gremiales de la ciudad y de su Casa de Misericordia. 
Obtuvo después un puesto de oidor en la Chancillería de Valladolid (1781) que desempeñó breve tiempo, pues poco después tomaba posesión del cargo de corregidor del Señorío de Vizcaya. En él a partir de 1782 realiza una ingente y beneficiosa labor, que incluye la reorganización de las funciones de su puesto de corregidor, y la construcción de carreteras, renovación de la organización de la Casa de Misericordia, nueva cárcel, matadero, alumbrado y traída de aguas.Finalizado su mandato regresó a la Chancillería de Valladolid.

### En la corte de Carlos IV
En 1789 pasa a Madrid como alcalde de Casa y Corte, siendo nombrado caballero de la Orden de Carlos III. En este puesto se ocupa de la instrucción del caso del conocido intento de asesinato del conde de Floridablanca por Juan Pablo Peret. Enseguida, en 1791, entra como ministro en el Consejo Real, entre cuyas funciones se encuentra la de juez de Imprentas y Librerías.
A partir de 1792 los conflictos en la corte en torno a la figura de los ministros afectaron a los Colón. Mariano Colón, su hermano mayor, fue separado de su puesto de alcalde de Casa y Corte al caer Floridablanca, siendo desterrado en La Coruña. José Joaquín, junto a Manuel de Lardizábal, el marqués de Valdefuentes y José Zuazo, es destituido del Consejo en 1794, en medio de la pugna entre Aranda y Godoy; fue debido a una sentencia respecto de la conducta del alcalde de Casa y Corte Acedo Rico, hijo del conde de la Cañada, gobernador del Consejo, quien también perderá el puesto poco después. José Joaquín es desterrado primero a Burgos y luego en Bilbao y Palencia.
En 1804 se ve implicado por unos disturbios en Bilbao, conocidos como la Zamacolada de 1804, llamada así por ser Simón Bernardo de Zamácola su protagonista; tras ser condenado junto a Mariano Luis de Urquijo, el padre de este y José Mazarredo, marcha a Cáceres por nuevo destierro, cerca de sus hermanas.

### Guerra de Independencia y cortes de Cádiz
En 1808, tras el motín de Aranjuez, Fernando VII lo restablece junto con Lardizábal en el Consejo de Castilla. En él ocupa un lugar relevante por su antigüedad, en una situación delicada, comprometida y muy cambiante. El Consejo aborda los sucesos del 2 de mayo, la posible reversión de la corona a Carlos IV, las abdicaciones de Carlos IV y Fernando VII y finalmente la designación del nuevo rey José I. Aunque intenta evitarlo, Colón se ve obligado a formar parte de la comisión del Consejo que viaja a Bayona para explicar a Napoleón la situación, y se convierte en uno de los miembros de la Asamblea que se reúne tras las abdicaciones de Fernando VII y Carlos IV. Llega a Bayona el 3 de junio y la comisión, junto con Miguel José de Azanza, es recibida por Napoleón y su ministro de Exteriores, Jean Baptiste Nompère de Champagny. Al día siguiente Colón defendió ante ellos la situación jurídica española, admitiendo la posibilidad de reformas, en las que el Consejo podría colaborar. Poco después su firma encabeza las del extenso informe, de carácter conservador, que la Diputación del Consejo de Castilla realiza sobre el Estatuto de Bayona de 1808. El 8 de julio los consejeros, que se habían visto obligados a permanecer en Bayona, aceptaron el texto definitivo al que no se habían incorporado sus reflexiones y juraron fidelidad y obediencia al rey José y al novedoso Estatuto. 
Al regresar a Madrid a mediados de julio presenta su renuncia al rey, pero al huir este a Burgos tras la batalla de Bailén, continúa desempeñando sus funciones. La asistencia a las sesiones de Bayona, y en general el papel desempeñado por toda la comisión del Consejo en aquellos sucesos sería duramente criticado, defendiendo siempre Colón su honor y honestidad, en línea con diversos textos exculpatorios emitidos por el Consejo. Al entrar Napoleón en España en noviembre, este Consejo mandó delegados a la Junta Central y creó una junta para organizar la lucha contra el emperador; pero a pesar de las disposiciones tomadas el ejército de Napoleón cruzó las líneas de Somosierra y, tras instalarse en Chamartín, firmó la disolución del Consejo de Castilla en diciembre.
A primeros de febrero de 1809 huye de la Corte de José I a Córdoba y en junio dirige como decano el Consejo y Tribunal Supremo de España e Indias creado por la Junta Suprema Central, intentando que la convocatoria de Cortes se realizase por estamentos de acuerdo con la tradición española y no fuese unicameral. En 1810 es elegido diputado en Cádiz por el reino de Aragón. Durante el desarrollo de las Cortes de Cádiz figuró entre los de tendencia absolutista, polemizando con los liberales; en estas circunstancias publica un texto vindicativo que, junto a otro Manifiesto de Miguel de Lardizábal, luego sería una de las principales fuentes del Manifiesto de los Persas, pero que en 1811 le acarreó un proceso que, aunque terminó sobreseyéndose al año siguiente, le llevó a un autoexilio en Lisboa con la excusa de la enfermedad de una de sus hijas. Aunque fue repuesto en el cargo, poco después el Consejo fue disuelto por la aplicación de la aprobada Constitución. En febrero de 1813 volvió a ser elegido, si bien el nombramiento no fue aprobado Para entonces ya los franceses se retiraban de España y a finales de año se firma el tratado de Valençay.

### En la corte de Fernando VII
Tras la vuelta de Fernando VII en 1814 se desmontó la obra realizada por las cortes de Cádiz, restaurándose el Consejo de Castilla. Aunque la presidencia recayó en el duque del Infantado, Colón pasó a presidir la segunda sala. Fue también designado para ocupar una de las plazas del Consejo de la Cámara. Asimismo, ocupó la presidencia del Honrado Consejo de la Mesta (1817-1819).
Durante el trienio liberal se volvieron a suprimir los Consejos, si bien poco después Fernando VII le rehabilitó los honores del Consejo de Estado. Residió por entonces un tiempo en Zaragoza y finalmente en Cáceres, donde falleció el 26 de enero de 1822.
Reunió una excelente biblioteca, procedente del legado de su suegro y de la herencia de su padre y adquisiciones a sus propios hermanos, con un valor superior a los 40.000 reales. Tenía además una importante colección de monedas.

## Distinciones
- Caballero de la Real y Muy Distinguida Orden de Carlos III (1789).